# Jennifer Saunders
Jennifer Jane Saunders (Sleaford, 6 luglio 1958) è una comica, attrice e sceneggiatrice britannica.
Nella sua carriera ha vinto per due volte il premio BAFTA, un Emmy Award, un British Comedy Awards, due volte il Writers Guild of America Award ed un People's Choice Awards.

## Biografia
Jennifer Saunders ha ottenuto la sua prima popolarità fra la fine degli anni ottanta ed i primi anni novanta quando dopo essersi laureata presso la Central School of Speech and Drama, divenne un membro di The Comic Strip, un gruppo di cabarettisti di cui facevano parte anche Peter Richardson, Rik Mayall e Robbie Coltrane, oltre che il suo futuro marito Adrian Edmondson. Insieme alla sua collega Dawn French, ha scritto, prodotto e recitato nel proprio show televisivo a sketch intitolato  French & Saunders, andato in onda ininterrottamente dal 1987 al 2007. Contemporaneamente ha ottenuto visibilità ed apprezzamento internazionale per aver scritto la sceneggiatura ed interpretato il ruolo della protagonista Edina Monsoon nella sitcom della BBC Absolutely Fabulous.
Fra gli altri progetti a cui ha partecipato si possono citare le celebri sitcom statunitensi Pappa e ciccia e Friends ed il film d'animazione statunitense della Dreamworks Shrek 2, dove doppiava il personaggio della Fata Madrina, e per il quale ha ottenuto il People's Choice Award. Più di recente ha scritto ed interpretato Jam & Jerusalem e The Life and Times of Vivienne Vyle.

## Vita privata
Dal suo matrimonio sono nate tre figlie: Ella, Beattie e Freya. È diventata nonna per la prima volta a 54 anni, nel 2012, quando sua figlia Ella è divenuta mamma di Fred.

## Filmografia parziale

### Attrice

#### Cinema
- The Supergrass, regia di Peter Richardson (1985)
- Mangia il ricco (Eat the Rich), regia di Peter Richardson (1987)
- Nel bel mezzo di un gelido inverno (In the Bleak Midwinter), regia di Kenneth Branagh (1995)
- I Muppet nell'isola del tesoro (Muppet Treasure Island), regia di Brian Henson (1996)
- Spice Girls - Il film (Spice World), regia di Bob Spiers (1997)
- L'entente cordiale, regia di Vincent De Brus (2006)
- Absolutely Fabulous - Il film (Absolutely Fabulous: The Movie), regia di Mandie Fletcher (2016)
- Ti presento Patrick (Patrick), regia di Mandie Fletcher (2018)
- Non è romantico? (Isn't It Romantic), regia di Todd Strauss-Schulson (2019)
- Assassinio sul Nilo (Death on the Nile), regia di Kenneth Branagh (2022)
- Allelujah - Un ospedale in rivolta (Allelujah), regia di Richard Eyre (2022)

#### Televisione
- The Young Ones - serie TV, 2 episodi (1982-1984)
- The Lenny Henry Show - serie TV, 1 episodio (1984)
- Saturday Live - serie TV, 1 episodio (1985)
- Happy Families - serie TV, 6 episodi (1985)
- Girls on Top - serie TV, 13 episodi (1985-1986)
- Franch and Saunders - serie TV, 51 episodi (1987-2017)
- Absolutely Fabulous - serie TV, 40 episodi (1992-2012)
- Queen of the East, regia di Mark Lindsay Chapman - film TV (1995)
- Pappa e ciccia (Roseanne) - serie TV, 1 episodio (1996)
- Friends - serie TV, 2 episodi (1998)
- Jam & Jerusalem - serie TV, 19 episodi (2006-2009)
- This Is Jinsy - serie TV, 11 episodi (2011-2014)
- Dead Boss - miniserie TV, 6 episodi (2012)
- Blandings - serie TV, 13 episodi (2013-2014)
- Josh - serie TV, 3 episodi (2015-2017)
- La grande fuga del nonno (Grandpa’s Great Escape), regia di Elliot Hegarty - film TV (2018)
- The Stranger - miniserie TV (2020)
- Il pentavirato - serie TV (2022)

### Doppiatrice
- Shrek 2, regia di Andrew Adamson, Kelly Asbury e Conrad Vernon (2004)
- Coraline e la porta magica (Coraline), regia di Henry Selick (2009)
- Minions, regia di Pierre Coffin e Kyle Balda (2015)
- Sing, regia di Garth Jennings (2016)
- I Simpson (The Simpsons) - serie animata, 1 episodio (2017)
- Sing 2 - Sempre più forte, regia di Garth Jennings (2021)
- 200% lupo (200% Wolf), regia di Alexs Starderman (2024)

## Teatro
- Il ventaglio di Lady Windermere (Lady Windermere's Fan) di Oscar Wilde, regia di Kathy Burke. Vaudeville Theatre di Londra (2018)
- Spirito allegro (Blithe Spirit) di Noël Coward, regia di Richard Eyre. Theatre Royal di Bath (2019), Duke of York's Theatre di Londra (2020)
- Sister Act the Musical, libretto di Bill e Chery Steinkellner, testi di Glenn Slater, colonna sonora di Alan Menken, regia di Bill Buckhurst. Hammersmith Apollo di Londra (2022)

## Doppiatrici italiane
Nelle versioni in italiano delle opere in cui ha recitato, Jennifer Saunders è stata doppiata da:
- Angiola Baggi in Nel bel mezzo di un gelido inverno, Ti presento Patrick, The Stranger
- Paola Del Bosco in Absolutely Fabulous, Absolutely Fabolous - Il film
- Isabella Pasanisi in Friends
- Stefanella Marrama in I Muppet nell'isola del tesoro
- Sonia Scotti in La grande fuga del nonno
- Chiara Salerno in Non è romantico?
- Barbara Castracane in Assassinio sul Nilo

Da doppiatrice è sostituita da:
- Franca D'Amato in Shrek 2 (Fata Madrina, voce)
- Paola Folli in Shrek 2 (Fata Madrina, canto)
- Roberta Pellini in Minions
- Lorenza Biella in Coraline e la porta magica
- Rita Savagnone in Sing
- Stefanella Marrama in Sing 2 - Sempre più forte
- Tiziana Avarista in 200% lupo